# والاسیا

جزایر والاسیا در منطقه قرمز رنگ قرار دارند و خط آبی خط وبر است.

والاسیا (Wallacea) یک منطقه جغرافیای طبیعی متشکل از جزایری از کشور اندونزی است که توسط آب‌های عمیق از تنگه‌های منطقه از فلات قاره‌های آسیا و استرالیا جدا شده‌اند.
والاسیا شامل سولاوسی، بزرگترین جزیره در این گروه و همچنین لومبوک (لومبوک)، سومباوا، فلورس، سومبا، تیمور، هالماهرا، بورو، سرام و بسیاری از جزایر کوچکتر می‌شود.
جزایر والاسیا بین سوندالند (شبه جزیره مالایا، سوماترا، بورنئو، جاوا و بالی) در غرب و اقیانوسیه نزدیک از جمله استرالیا و گینه نو در جنوب و شرق قرار گرفته‌اند و مجموع مساحت این منطقه ۳۴۷٬۰۰۰ کیلومتر مربع است.

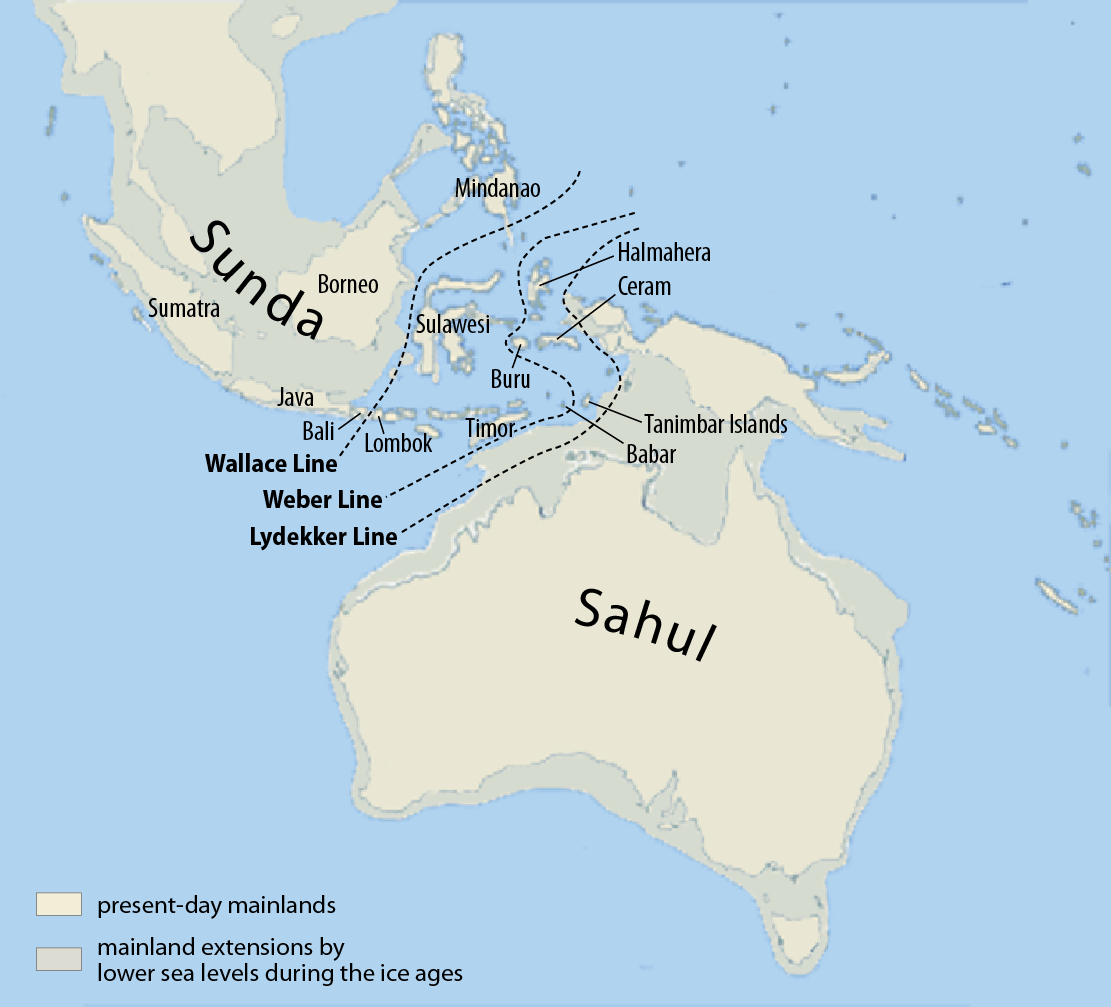
فلات قاره‌های ساهول و سوندا. والاسیا بین ان دو است.

## جغرافیا
مرز بین سوندالند و والاسیا خط والاس است که از نام طبیعت‌شناس معروف آلفرد راسل والاس نام گرفته‌است. تفاوت گونه‌ای قابل ملاحظه بین دو طرف خط والاس وجود دارد که بیشتر شامل تفاوت در پستانداران و پرندگان می‌شود.
در طول دوران یخبندان سطح دریا پائین بوده و در نتیجه لات قاره سوندا جزایر منطقه را به هم و به قاره آسیا پیوند می‌داده‌است. این مسئله موجب انتقال حیوانات و گونه‌های گیاهی شده‌است.

## موجودات زنده و مسائل حفاظت

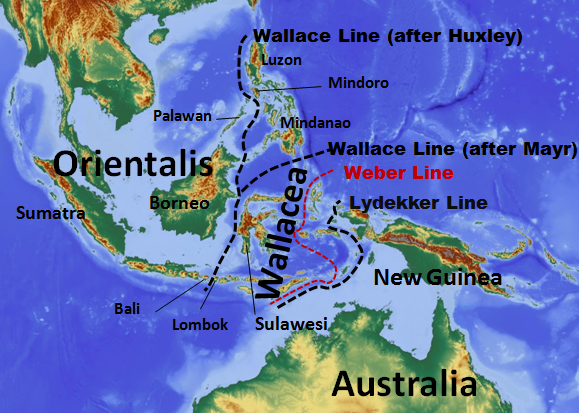
یک نقشه از والاسیا با دو خط مرزی والاس و لیدکر.

اگر چه اجداد دور گیاهان و حیوانات والاسئا ممکن است از آسیا و استرالیا-گینه نو باشند اما این منطقه خانه بسیاری از گونه‌های بومی است. 

## بوم‌ها
گرمسیری و نیمه گرمسیری مرطوب پهن برگ، جنگل
- باندا دریای سلیمان مرطوب پهن برگ جنگل (کای جزایرسه تانیمبار سلیمان)
- جنگل‌های بارانی (بورو)
- جنگل‌های بارانی ملوک شمالی
- جنگل‌های بارانی سرام
- دشت جنگل‌های بارانی
- جنگل‌های بارانی (سولاوسی)

گرمسیری و نیمه گرمسیری خشک جنگل‌های پهن برگ
- جزایر سوندای کوچک (لومبوکهای سومباوابا کومودوکار فلرسهای آلور)
- جنگل برگریز سومبا
- جنگل برگریز تیمور و وتار

## یادداشت
1. ↑  Wallace, Alfred Russel (1869), The Malay Archipelago, pp. 25–29, retrieved 22 Jan 2013 {{citation}}: More than one of |accessdate= و |access-date= specified (help)
2. ↑  http://www.fieldmuseum.org/research_collections/zoology/zoo_sites/seamaps/mapindex1.htm بایگانی‌شده  در ۱۷ مارس ۲۰۰۹ توسط Wayback Machine پلیستوسن سطح دریا نقشه